# Chakma (cercle)
Chakma fou un cercle administratiu dels Chittagong Hill Tracts, més tard convertit en districte de Rangamati pel nom de la seva capital, Rangamati. El seu nom el va agafar del poble chakma, un dels principals que l'habita. Estava administrat pel Chakma Raja o sobirà tradicional dels chakmes amb autoritat sobre 94 pobles, un dels quals era Rangamati, que era la seva capital i la de tot el districte.
Al segle xv els chakma van emigrar (segons la tradició des de Arakan) a les terres que ara ocupen dirigits per Marek Yaja. El 1666 aquestes terres van caure en poder dels virreis mogols de Bengala (regió). El 1711 el Chakma Raja va adoptar el títol de kan (que va continuar fins a 1832) i entre ells cal esmentar a Jallal Khan (que va signar un tractat amb Bengala el 1715 que reconeixia el territori als chakma), Chandan Khan, Sher Daulat Khan, Jan Bux Khan i Dharam Bux Khan. El 1776 el segon d'aquests, Sher Daulat Khan, va ser proclamat Chakma raja i va lluitar sense èxit contra els britànics fins al 1780. Noves lluites es van produir el 1783 i 1785. El 1787, Raja Janbux Khan, fill de Sher Daulat Khan, va signar un tractat de pau amb els britànics als quals hauria de pagar un tribut simbòlic i fou reconegut com a sobirà del poble chakma. El 1857 Rani Kallendi va donar suport als britànics contra els rebels sipais. El 20 de juny de 1860 l'àrea tribal del districte de Chittagong fou separada d'aquest districte per formar els Chittagong Hill Tracts (Parbatya Chittagong), amb tres cercles autònoms per les tres principals ètnies. El raja chakma del 1901 era Bhuban Mohan Rai. El 1958 era rei Tridiv Roy.